# Borlovenii Noi
Borlovenii Noi – wieś w Rumunii, w okręgu Caraș-Severin, w gminie Prigor. W 2011 roku liczyła 413 mieszkańców. 